# Аскеладд
Аскеладд (яп. アシェラッド Ашэраддо) (настоящее имя — Луций Арторий Каст (яп. ルキウス・アルトリウス・カストゥス Рукиусу Аруториусу Касутусу) — вымышленный персонаж манги «Сага о Винланде» и её аниме-экранизации, создан мангакой Макото Юкимурой. Наёмник, капитан отряда викингов, служитель Кнута. В аниме озвучен сэйю Наоей Утидой (Маки Кавасэ в детском возрасте и Тиаки Кобаяси в подростковом). Впервые этот персонаж появляется в первой же главе манги как умный воин, жаждущий личной выгоды.

## Внешность
Аскеладд — викинг среднего роста. Пройдя ожесточённые битвы, его тело приобрело атлетическую форму. Из-за смешанного происхождения, средне-валлийского и средне-датского, он блондин. У него короткие волосы, белая борода, голубые глаза и острый взгляд, обозначающий его хитрое намерение чем-то завладеть. Он использует темные нагрудные доспехи с римским дизайном, тем самым выделяя себя среди остальных викингов.

## Характер
Аскеладд кажется тощим, старым, циничным, легкомысленным человеком, неспособным контролировать свои мысли перед лицом врага, но всё наоборот. Он умелый манипулятор — не только обманывает своих подчинённых, притворяясь ещё одним викингом, но и разрешает им мародёрствовать больше обычного, чтобы заслужить их доверие и внушить им, что под его командованием они могут выиграть в любой битве без каких-либо особых проблем. В сочетании с его харизмой способен заслужить признание, доверие и уважение любого.
Хорошо умеет врать, чтобы манипулировать кем угодно до тех пор, пока не получит личную выгоду. Хотя он всегда говорит подчинённым о своей гордости как викинга, на самом деле он ненавидит как их, так и всех остальных викингов, считает их глупыми животными, которые думают только о деньгах, женщинах и алкоголе и не способны рассуждать. По этой же причине он легко доминирует над ними.
Аскеладд — очень терпеливый, спокойный и беспристрастный человек, поэтому его никогда не видят обозлённым и невменяемым. Равнодушен к убийствам, но способен бесстрастно убить человека. Типичный оппортунист, который пытается воспользоваться любой ситуацией в свою пользу: например, обещает Торфинну честную дуэль до смерти, если он выполнит поручения, которые Аскеладд даёт ему на каждом задании, но в конечном итоге только избивает его и говорит, что Торфинн не способен победить его из-за отсутствия подготовки.
После раздачи награбленного своим людям он остаётся настолько замкнутым, насколько это возможно, показывая себя одиноким человеком без друзей. Утверждает, что его другом может стать только такой же идеальный человек, как и он сам. Несмотря на образ равнодушного и дерзкого человека, на самом деле Аскеладд — очень печальный человек. Единственный, кто это осознал, — Торфинн.

## Создание
Аскеладд носит имя Аскеладдена, норвежского народного персонажа, известного своей сообразительностью. Его предыстория основана на ранней жизни Олава Павлина, исландского вождя и главного персонажа Саги о людях из Лаксдаля. Автор манги Макото Юкимура отметил, что в то время как большинство персонажей «Саги о Винланде» были созданы для помощи главному герою Торфинну, Аскеладд был исключением. Поскольку в начале сюжета Торфинн был неопытным воином, Аскеладд был написан как наставник, который будет вести его в первой сюжетной арке. Юкимура сказал, что его отношения с Торфинном были как у отца и сына, а также врагов. Чем больше автор писал об этих двух персонажах, тем более двусмысленными становились их отношения, поскольку он перестал понимать, положительный Аскеладд персонаж или отрицательный. Юкимура считал Аскеладда неуправляемым и непослушным человеком, который тем не менее хорошо делает свою работу и имеет интересный характер. Поскольку манга описывает эпоху викингов, в 2003 году Юкимура отправился в Норвегию и Скандинавию, чтобы провести там исследование. Он смог увидеть корабль войск Аскеладда «Осеберг», который назвал самым красивым судном, которое когда-либо видел.

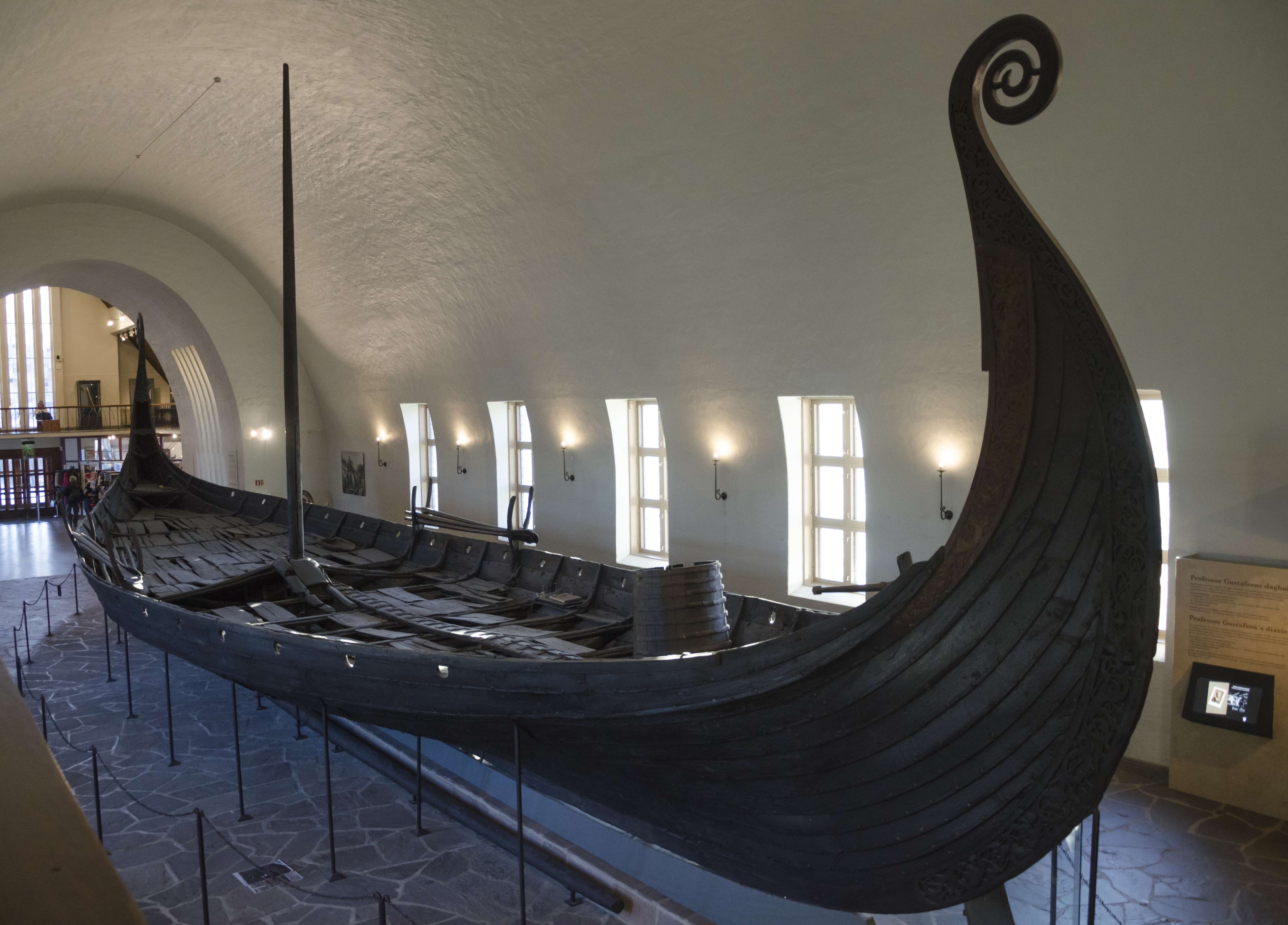
Пример корабля «Осеберг», который использует группа Аскеладда

Юкимура утверждал, что из-за того, что викинги славятся своими жестокими поступками, чтобы вызвать у читателей сильный шок, он решил включить в свою историю сцену, в которой группа Аскеладда убивает невинную христианскую семью. Согласно Юкимуре, христиане в этом мире упорно трудятся с надеждой попасть в рай, и, когда они становятся свидетелями того, как Аскеладд разрушает их представления о справедливости, один из персонажей, Энн, чувствует внутреннее противоречие, испытывая определённое восхищение его действиями. Поступки Аскеладда также призваны вызвать шок у единственной выжившей женщины, которая начинает сомневаться в реальности Бога, которому она молилась. Насилие, совершённое Аскеладдом, мотивировано его стремлением выжить, и поэтому он убивает ради самозащиты. Этот поступок также был задуман Юкимурой как способ усилить восприятие Аскеладда как злодея.